# Анісімов Юрій Михайлович
Ю́рій Миха́йлович Ані́сімов (нар. 20 січня 1986, Хрещате, Полтавська область, Україна — пом. 29 серпня 2023, Новоявленка, Донецька область, Україна) — майор Збройних сил України, старший бортовий авіаційний технік-інструктор вертолітної ескадрильї 18-ї окремої бригади армійської авіації, учасник російсько-української війни. Повний лицар ордена Богдана Хмельницького.

## Життєпис
Народився 20 січня 1986 року в селі Хрещате Полтавської області. Навчався в Калениківській загальноосвітній школі І—ІІІ ступенів. Після закінчення школи вступив до Кременчуцького льотного коледжу.
29 серпня 2023 року під час виконання бойового завдання загинув в авіаційній катастрофі поблизу селища Новоявленка Донецької області. Похований 1 вересня на кладовищі в місті Полтава. В Юрія залишилися мати, дружина та донька, брат і сестра.

## Нагороди
- орден Богдана Хмельницького III ступеня(26 березня 2022) — за особисту мужність і самовіддані дії, виявлені у захисті державного суверенітету та територіальної цілісності України, вірність військовій присязі[5];
- орден Богдана Хмельницького II ступеня(20 жовтня 2022) — за особисту мужність і самовіддані дії, виявлені у захисті державного суверенітету та територіальної цілісності України, вірність військовій присязі[6];
- орден Богдана Хмельницького I ступеня(12 жовтня 2023, посмертно) — за особисту мужність, виявлену у захисті державного суверенітету та територіальної цілісності України, самовіддане виконання військового обов’язку[7].